# 河野友軌
河野 友軌（こうの ゆうき、1980年11月1日 - ）は、埼玉県狭山市出身の元プロ野球選手（外野手）。

## 経歴

### プロ入り前
小学3年生の時、地元の軟式少年野球チームに入り、中学でも軟式野球部に入った後、強豪校からの誘いがあったが埼玉県立狭山清陵高等学校へ進む。1年秋から三塁手で出場し、2年秋に正捕手が負傷して代役になると地区予選でサイクル安打を記録。主将で4番の3年夏に埼玉県大会で4回戦まで勝ち残り鳥谷敬のいた聖望学園に惜敗。大学関係者の目にとまり、法政大学野球部のセレクションの受験権利を得て合格する。
大学入学後は1年上に浅井良らがいて、外野へ回る。その後、打撃を活かして出場機会を得ると3年春にベストナイン獲得。以降は捕手や三塁手としても出場。2002年には日本代表候補としてプロ野球キャンプにも参加し、法大監督山中正竹が指揮する第1回世界大学野球選手権日本代表に法大同期土居龍太郎・後藤武敏と共に選出されプロ野球ドラフト会議にて（山中が取締役就任予定の）横浜ベイスターズから8巡目指名を受けてに入団。リーグ戦通算50試合、185打数55安打7本塁打25打点、打率.297。少しでも可能性を広げるためにルーキー時代のキャンプには捕手・内野・外野3種類のグローブを持ち込んだ。

### プロ入り後
2003年6月1日の広島東洋カープ戦に代打で初出場。6月5日のヤクルトスワローズ戦でケビン・ホッジスからプロ初安打を記録した。
2004年、オープン戦で打率.444、5本塁打と一時は三冠に立つほどの打撃を見せ開幕一軍入りを果たした。しかしシーズンでは結果が残せなかった。
2005年は二軍でイースタン・リーグ5位の打率.305、5本塁打、9盗塁を記録したが、一軍では無安打に終わった。
2006年は二軍で打率.302をマークし、二年連続で3割を記録した。プロ入り初打点を記録。
2007年は二軍でも打率.222と不調で、プロ入り後初めて一軍出場なしに終わった。
2008年も二軍で打率.172と不振で、2年連続で一軍出場がなく、10月1日に球団から戦力外通告を受け、ツテをたどって、いくつかの社会人野球への入社打診をしてもらったが結果は芳しくなく、12球団合同トライアウトへの参加を決めた。11月11日に開かれた一度目のトライアウトに参加し、最終打席でライトポール直撃の本塁打を放つが、その数日後自身のブログで現役引退を表明。本塁打については「野球の神様が打たせてくれた」と語っている。この様子は、同年12月30日に放送されたTBSのドキュメンタリー番組「プロ野球戦力外通告・クビを宣告された男達」で取り上げられた。

### 引退後
引退後、今後も何らかの形で野球に携わっていきたいと語っていた。
大学野球部の先輩だった高見澤考史（元オリックス）からの誘いで、高見澤が店長を務めるさいたま市のバッティングセンターに2009年2月から勤め、野球塾という形で野球少年たちにコーチングをすることになった。バッティングセンターの同僚には元オリックスの福留宏紀や相川良太らがいる。
また、2015年5月13日に学生野球資格回復研修を受講したうえで、日本学生野球協会より学生野球資格回復の適性認定を受けたことにより、学生野球選手への指導も可能となった。

## 詳細情報

### 年度別打撃成績
| 年 度     | 球 団     | 試 合 | 打 席 | 打 数 | 得 点 | 安 打 | 二 塁 打 | 三 塁 打 | 本 塁 打 | 塁 打 | 打 点 | 盗 塁 | 盗 塁 死 | 犠 打 | 犠 飛 | 四 球 | 敬 遠 | 死 球 | 三 振 | 併 殺 打 | 打 率 | 出 塁 率 | 長 打 率 | O P S |
| --------- | --------- | ----- | ----- | ----- | ----- | ----- | -------- | -------- | -------- | ----- | ----- | ----- | -------- | ----- | ----- | ----- | ----- | ----- | ----- | -------- | ----- | -------- | -------- | ----- |
| 2003      | 横浜      | 5     | 5     | 5     | 1     | 2     | 1        | 0        | 0        | 3     | 0     | 0     | 0        | 0     | 0     | 0     | 0     | 0     | 3     | 0        | .400  | .400     | .600     | 1.000 |
| 2004      | 横浜      | 30    | 20    | 20    | 2     | 5     | 0        | 1        | 0        | 7     | 0     | 0     | 0        | 0     | 0     | 0     | 0     | 0     | 7     | 0        | .250  | .250     | .350     | .600  |
| 2005      | 横浜      | 3     | 1     | 1     | 0     | 0     | 0        | 0        | 0        | 0     | 0     | 0     | 0        | 0     | 0     | 0     | 0     | 0     | 1     | 0        | .000  | .000     | .000     | .000  |
| 2006      | 横浜      | 13    | 16    | 16    | 1     | 2     | 0        | 0        | 0        | 2     | 1     | 0     | 0        | 0     | 0     | 0     | 0     | 0     | 5     | 1        | .125  | .125     | .125     | .250  |
| 通算：4年 | 通算：4年 | 51    | 42    | 42    | 4     | 9     | 1        | 1        | 0        | 12    | 1     | 0     | 0        | 0     | 0     | 0     | 0     | 0     | 16    | 1        | .214  | .214     | .286     | .500  |

### 記録
- 初出場：2003年6月1日、対広島東洋カープ8回戦（福島県営あづま球場）、7回表に三浦大輔の代打で出場
- 初打席：同上、7回表に黒田博樹の前に三振
- 初安打：2003年6月5日、対ヤクルトスワローズ11回戦（横浜スタジアム）、6回裏に東和政の代打で出場、ケビン・ホッジスから右翼フェンス直撃二塁打
- 初先発出場：2006年8月23日、対読売ジャイアンツ16回戦（横浜スタジアム）、2番・中堅手として先発出場
- 初打点：同上、5回裏にジェレミー・パウエルから右前同点適時打

### 背番号
- 00 （2003年 - 2008年）